# Hôtel Nayme
L'hôtel Nayme est un hôtel particulier situé sur le territoire de la commune de Cuiseaux dans le département français de Saône-et-Loire et la région Bourgogne-Franche-Comté.

## Historique
Il fait l'objet d'une inscription au titre des monuments historiques depuis le 3 janvier 1989.